# Placosoma
Genre
Placosoma est un genre de sauriens de la famille des Gymnophthalmidae.

## Répartition
Les quatre espèces de ce genre sont endémiques du Brésil.

## Description
Ce sont des reptiles diurnes, et ovipares, ils sont assez petits avec des pattes petites voire atrophiées.

## Liste des espèces
Selon The Reptile Database (12 juin 2017) :
- Placosoma cipoense Cunha, 1966
- Placosoma cordylinum Fitzinger, 1847
- Placosoma glabellum (Peters, 1870)
- Placosoma limaverdorum Borges-Nojosa, Caramaschi & Rodrigues, 2016

## Publication originale
- Tschudi, 1847 : Die Familie der Ecpleopoda. Archiv für Naturgeschichte, vol. 13, no 1, p. 41-60 (texte intégral).